# Sogno d'un tramonto d'autunno (film)
Sogno d'un tramonto d'autunno è un cortometraggio muto italiano del 1911 diretto da Luigi Maggi, ispirato all'omonima tragedia di D'Annunzio del 1898.

## Sinossi
La storia è ispirata alla tragedia teatrale di D'Annunzio. La moglie del Doge di Venezia è furibonda, perché il Doge si trastulla con una donna di malaffare chiamata Pantea. Nel palazzo dei Dogi la Moglie escogita con le serve la vendetta,  fa realizzare un simulacro del busto di Pantea e le lancia un anatema, mentre lei sta gozzovigliando al porto con il Doge.